# 7021 Tomiokamachi
7021 Tomiokamachi è un asteroide della fascia principale. Scoperto nel 1992, presenta un'orbita caratterizzata da un semiasse maggiore pari a 2,5905610 UA e da un'eccentricità di 0,1733543, inclinata di 13,51265° rispetto all'eclittica.
L'asteroide è dedicata alla città giapponese di Tomiokamachi, della prefettura di Fukushima.